# 辺土名バスターミナル

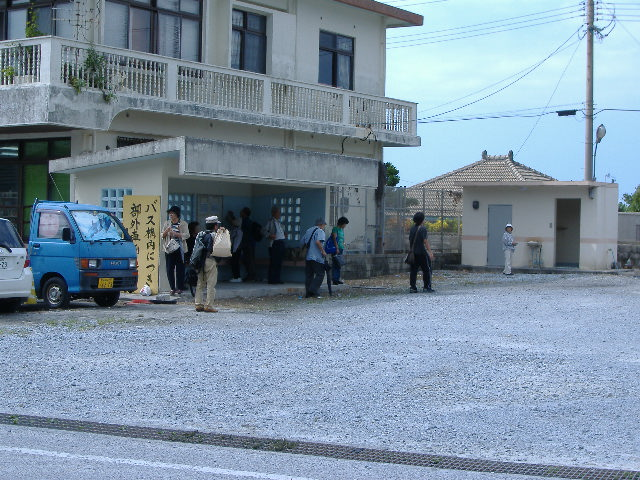
辺土名バスターミナル

辺土名バスターミナル（へんとなバスターミナル）は、沖縄県国頭郡国頭村にあるバスターミナルである。琉球バス交通、沖縄バス、国頭村営バスが使用しているが、営業所、出張所などは設置されていない。なお、国頭村営バスは構内へは乗り入れず、バスターミナル前のバス停を使用している。
沖縄本島最北端のバスターミナルである。

## 構造
- 所在地 - 沖縄県国頭郡国頭村辺土名

「バスターミナル」と名はついているが、構内に乗り入れるのは1路線のみである。バスが4台ほど停車できる駐車場と待合室を備える。
以前は琉球バス（現、琉球バス交通）の辺土名連絡所があった。

## 周辺
国道58号の北側に広がる国頭村中心市街地の東側に位置し、辺土名大通りに面している。
- 辺土名漁港
- 国頭村商工会館

以下の施設は当ターミナルより辺土名大通りを約300m南西（名護方面）に進んだ場所にある辺土名バス停が最寄り。
- 国頭村役場
- 国頭村立国頭中学校
- 国頭村立辺土名小学校
- 国頭村立辺土名保育所

## 接続している路線
路線の詳細は沖縄本島のバス路線を参照。
- 琉球バス交通・沖縄バス
  - [67] 辺土名線：辺土名バスターミナル - 喜如嘉 - 塩屋橋 - 源河 - 真喜屋 - 名護バスターミナル
- 国頭村営バス
  - 東線：辺土名 - 辺土名バスターミナル - 安波 - 安田 - 楚洲 - 奥
  - 奥線：辺土名 - 辺土名バスターミナル - 与那 - 辺野喜 - 辺戸岬 - 奥 - 楚洲

大宜味村を経由して名護バスターミナルとを結ぶ67番・辺土名線と、村内各地を結ぶ村営バスのみが使用する。
かつてはここを起点とする68番・辺戸線、69番・奥線が運行されていたが、1970年代に68番は与那折り返しとなり、その後、69番に統合される形で1992年8月に廃止になった。69番も2004年9月をもって廃止され、その後国頭村が村営バスという形で運行している。

## 隣のバス停
67番・辺土名線
辺土名バスターミナル－辺土名
国頭村営バス
宇良 - 辺土名バスターミナル - 辺土名
座標: 北緯26度44分50.6秒 東経128度10分47.1秒 / 北緯26.747389度 東経128.179750度